# Ideopsis oberthürii
Ideopsis oberthürii är en fjärilsart som beskrevs av William Doherty 1897. Ideopsis oberthürii ingår i släktet Ideopsis och familjen praktfjärilar. Inga underarter finns listade i Catalogue of Life.